# Oskar Friedrich

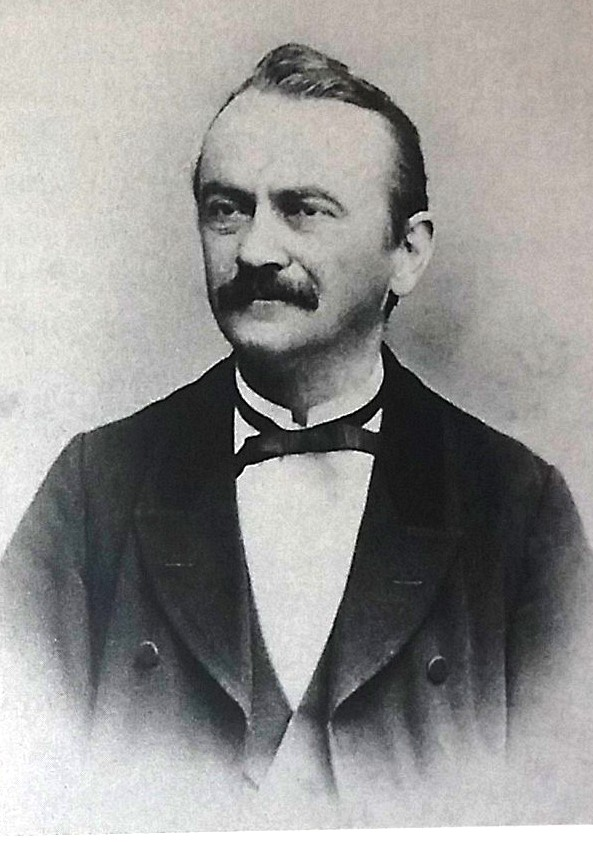
Oskar Friedrich

Oskar Oswald Friedrich (* 16. Oktober 1832 in Markneukirchen als Oscar Oswald Friedrich; † 14. Januar 1915 in Dresden) war ein deutscher Pädagoge und Autor. Friedrich war maßgeblich an der touristischen Erschließung des Zittauer Gebirges beteiligt.

## Leben und Wirken
Friedrich wurde 1832 als Sohn eines Apothekers in Markneukirchen geboren. Seine Mutter starb acht Tage nach seiner Geburt, durch den Tod seines Vaters 1842 wurde er mit knapp zehn Jahren zum Vollwaisen. Von 1846 bis 1852 besuchte er das Gymnasium in Zwickau, danach studierte er an der Universität Leipzig Mathematik und Naturwissenschaften.

### Lehrtätigkeit
Nach seiner Promotion 1855/56 trat Friedrich den Posten des Oberlehrers an der Nikolaischule sowie parallel dazu ein Lehramt am Teichmannschen Institut in Leipzig an. Weitere Stationen seiner Lehrtätigkeit waren Realschulen in Zwickau und Glauchau. Ab 1867 war Friedrich am Gymnasium zu Zittau tätig, zunächst als Lehrer für Mathematik und Naturwissenschaften. Außerdem war er verantwortlich für die naturhistorischen Sammlungen der Lehranstalt und hielt öffentliche Vorträge. Im Jahr 1876 wurde er zum Professor ernannt. Von 1879 bis zu seinem Ruhestand war Friedrich der Konrektor des Gymnasiums. Sein 1886 verfasstes Werk Album des Gymnasiums zu Zittau zählt zur Standardliteratur der Schulgeschichte der Stadt. Neben seiner Lehrtätigkeit war er als Königlicher Prüfungskommissar tätig. Nach seiner Pensionierung 1902 zog Friedrich zu seinem Sohn nach Dresden.

### Gebirgsverein Globus
Neben seinem schulischen Wirken war Friedrich der Vorsitzende des Gebirgsvereins Globus. Dieser Zittauer Verein war ab 1877 für die Erschließung des Zittauer Gebirges unter touristischen, geologischen und naturwissenschaftlichen Gesichtspunkten verantwortlich. Unter der Leitung Friedrichs wurde unter anderem der Scharfenstein zugänglich gemacht und es entstanden Aussichtsplattformen auf dem Töpfer bei Oybin und der Koitsche bei Hörnitz. Auf dem Hochwald errichtete der Verein zunächst einen hölzernen Aussichtsturm und später, als dieser baufällig wurde, den 25 Meter hohen, steinernen Hochwaldturm. Bei der Eröffnung des Turms am 14. September 1892 hielt Friedrich die offizielle Weiherede.

## Auszeichnungen und Ehrungen
Während des Festakts zum 300-jährigen Bestehen des Zittauer Gymnasiums am 10. März 1886 bekam Friedrich den Albrechts-Orden Ritter I. Klasse verliehen.
Am 31. August 1898 wurde eine Felskuppe im Naturschutzgebiet Jonsdorfer Felsenstadt zu seinen Ehren Friedrichshöhe genannt. Am sogenannten Friedrichsstein erinnert eine Gedenktafel des Gebirgsvereins an die Leistungen Friedrichs. Die Tafel trägt die Inschrift:

„Der Zittauer naturwissenschaftliche Verein Globus seinem Ersten Vorsitzenden Professor Dr. Friedrich, 1898.“

Nach seiner Pensionierung 1902 wurde Friedrich zum Hofrat ernannt.

## Veröffentlichungen (Auswahl)
Friedrich veröffentlichte während seiner Tätigkeit am Zittauer Gymnasium zahlreiche Programm-Abhandlungen:
- Über die optische und magnetische Circularpolarisation des Lichtes und der Wärme und ihre Anwendung in wissenschaftlicher und technischer Beziehung. Zittau, 1868.
- Kurze geognostische Beschreibung der Südlausitz und der angrenzenden Teile Böhmens und Schlesiens. Zittau, 1871.
- Verkehrsmittel der Gegenwart mit besonderer Beaufsichtigung Sachsens. 2 Bände, Zittau, 1872/73.[3]
- Album des Gymnasiums zu Zittau. Zur Erinnerung an die dreihundertjährige Jubelfeier der Begründung des Gymnasiums, Menzel, Zittau 1886.
- Über die erste Einführung und allmähliche Erweiterung des mathematischen und naturwissenschaftlichen Unterrichts am Gymnasium zu Zittau. Zittau, 1886.
- Die Zuflüsse der Neisse in dem Talbecken von Zittau-Hirschfelde. Zittau, 1888.
- Die Bestandteile des Leuchtgases. Zittau, 1892.
- Die geologischen Verhältnisse der Umgebung von Zittau. Zittau, 1898. Digitalisat
- Die ehemalige Entwässerung Böhmens durch die Südlausitz. Zittau, 1898.
- Erdbeben in der Lausitz und in den Sudeten. Zittau, 1901.

Gemeinsam mit Gustav Heppe von der Landwirtschaftlichen Lehranstalt Plagwitz und dem Zwickauer Verein zur Verbreitung Guter und Wohlfeiler Volksschriften veröffentlichte Friedrich das zweibändige Werk Sachsens Boden:
- Sachsens Boden. Band 1: Vorträge über die landwirthschaftlichen Producte Sachsens und deren Gewinnung sowie über das Wissenswürdigste von dem Landwirthschaftsbetriebe im Allgemeinen. Zwickau, 1869.
- Sachsens Boden. Band 2: Vorträge über die Hauptproducte der Forstwirthschaft und des Bergbaues in Sachsen und deren Gewinnung nebst einem Abriß der geognostischen Verhältnisse Sachsens. Zwickau, 1870.